# Nora Zehetner
Nora Zehetner est une actrice américaine, née le 5 février 1981 à El Paso, au Texas (États-Unis).

## Biographie

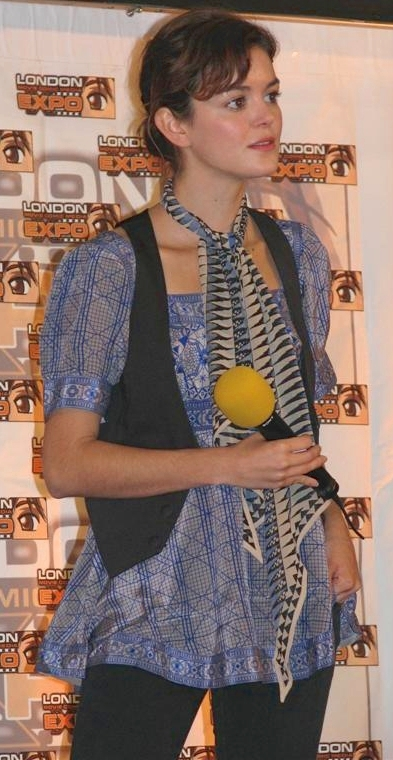
London MCM Expo

Fille de John Carol Zehetner et Nancy Lynne Nelson, elle va à l'école de Richardson, une banlieue de Dallas avant de déménager à El Paso. À 14 ans, elle déménage à Dallas où elle rejoint le McKinney High School où elle reste plusieurs années. Par la suite, elle étudie également à la Texas Academy of Mathematics and Science qu'elle fréquente un an, une école qui accueille des étudiants intéressés par l'ingénierie et la médecine.
À l'âge de 18 ans, elle commence une carrière d'actrice, un désir qu'elle avait depuis l'âge de 8 ans. Ainsi, elle déménage à Los Angeles et apparait dans quelques films tels que Naïve, American Pie 2, R.S.V.P. ou May et dans quelques séries et feuilletons télévisés dont le rôle de Laynie Hart dans Everwood.
Plus récemment, elle a joué dans Brick, qui eut une récompense au festival du film de Sundance, où elle a le rôle d'une femme fatale riche nommée Laura.
Elle joue également Eden McCain dans la série télévisée Heroes et interprète, dans la saison 6 de Grey's Anatomy, le docteur Reed Adamson.

## Filmographie

### Cinéma
- 2001 : Tart : Peg
- 2001 : American Pie 2 : une fille invitée à la fête
- 2002 : May : Hoop
- 2002 : R.S.V.P. (en) : Leigh Franklin
- 2003 : The Burning Land : Rose
- 2005 : Brick : Laura
- 2005 : Conversation(s) avec une femme : la femme (jeune)
- 2005 : The Adventures of Big Handsome Guy and His Little Friend : Plain Jane
- 2006 : Fifty Pills : Michelle
- 2007 : Beneath (en) : Christy
- 2007 : Remarkable Power : Athena
- 2008 : Une arnaque presque parfaite (The Brothers Bloom) : Rose
- 2009 : Spooner : Rose Conlin
- 2015 : Creative Control de Benjamin Dickinson : Juliette
- 2017 : It Happened in L.A. (en) : Nora
- 2023 : Blood for Dust de Rod Blackhurst : Amy
- 2024 : Boneyard de Asif Akbar : détective Young

### Télévision
- 2000 : Gilmore Girls : une fille dans le hall
- 2001 : On the Road Again (Going to California) : Dixie Hartnett
- 2001 : An American Town : Glenn
- 2002 : Septuplets : Dot Wilde
- 2002 : Point d'origine : Trish
- 2002 : Spy Girls (She Spies) : Ashley Blaine
- 2002 : Sexe et Dépendances (Off Centre) : Lindsay
- 2003-2004 : Everwood : Laynie Hart
- 2006-2009 : Heroes : Eden McCain
- 2008 : Princesse ithaca (Princess) : Princess Ithaca
- 2009-2010 : Grey's Anatomy : Dr Reed Adamson
- 2010 : Mad Men : Phoebe, La voisine de Don
- 2012 : Wes et Travis : Kendall
- 2013 : Grimm : Khloe
- 2013 : Warehouse 13 : Rose
- 2015 : The Astronaut Wives Club : Marilyn See
- 2018 : Designated Survivor : Valeria Poriskova
- 2020 : Marvel : Les Agents du SHIELD : Viola
- 2020 : L'étoffe des héros : Annie Glenn

### Vidéo Clip musicaux
- 2008 : Quand Nina est Saoule pour le chanteur français Ours
- 2012 : Her Fantasy pour l'artiste américain Matthew Dear